# Miguel Miramón
Miguel Gregorio de la Luz Atenógenes Miramón y Tarelo (Ciutat de Mèxic, 29 de setembre de 1831 - Querétaro, 19 de juny de 1867) ocupà la presidència mexicana en dues ocasions: la primera com a president substitut del 21 de gener de 1859 al 13 d'agost de 1860 i la segona com a president interí del 14 d'agost al 23 de desembre de 1860.
Com a cadet, va ser un dels Nens Herois que van defensar el castell de Chapultepec durant la invasió estatunidenca el 13 de setembre de 1847. Va combatre contra els liberals defensant Santa Anna durant la revolució d'Ayutla. En la guerra de Reforma va servir a les ordres del general Osollo i, mort aquest, va ser nomenat general en cap de l'exèrcit conservador. Es va convertir en la millor espasa del seu partit. Tenia 27 anys quan va assumir la presidència, exercint el comandament des del camp de batalla. Encara que conservador, estava lluny de posicions radicals; afavoria la cura de la hisenda pública, l'aplicació expedita de la justícia, el benestar individual, encara que també va evitar limitar el poder polític i econòmic de l'església. Va ser derrotat pels liberals i bandejat al desembre de 1860. Anys després va tornar per a oferir els seus serveis a l'imperi de Maximilià, al costat de qui va ser afusellat al Turó de les Campanes de la ciutat de Querétaro el 19 de juny de 1867.